# Жуковцы (Киевская область)
Жу́ковцы (укр. Жуківці) — село, входит в Обуховский район Киевской области Украины. Холмистую местность, где расположены Жуковцы, называют Киевскими Карпатами.
В селе есть детский сад, средняя школа, футбольный стадион и краеведческий музей.
Население по переписи 2001 года составляло 848 человек. Почтовый индекс — 08742. Телефонный код — 4572. Занимает площадь 21,5 км². Код КОАТУУ — 3223183801.

## Известные жители
В селе родились:
- Белик, Пётр Алексеевич (1909—1980) — генерал армии, Герой Советского Союза.
- Гладуш, Фёдор Филиппович (1913—1995) — Герой Советского Союза; отличился в боях за город Сохачев (Польша). Местная школа носит его имя.

## Местный совет
08742, Київська обл., Обухівський р-н, с. Жуківці, вул. Гагаріна, 4, тел. 30-332 (укр.)